# Freycinetia monocephala
Freycinetia monocephala är en enhjärtbladig växtart som beskrevs av Adolph Daniel Edward Elmer. Freycinetia monocephala ingår i släktet Freycinetia och familjen Pandanaceae.
Artens utbredningsområde är Filippinerna. Inga underarter finns listade.